# 伴我走天涯
《伴我走天涯》（韓語：마음이）是一部2006年上映的韓國家庭電影，描寫狗和人類之間真摯的情感和友誼。

## 劇情
因爲媽媽拋棄孩子離家出走，11歲的男孩燦伊獨自負責照顧6歲的年幼妹妹素伊，有一天當素伊發脾氣堅持想要一隻小狗作爲6歲生日禮物時，燦伊從某家偷來了剛出生的小狗，之後素伊給小狗取名爲「心」，就這樣兄妹兩人和小狗心一起生活，某一年冬天，他們在湖邊玩時意外事故發生，素伊掉進冰凍的湖裡被淹沒，受到巨大衝擊的燦伊感到痛苦而拋棄了心，獨自踏上去釜山尋找媽媽的旅程，但被拋棄的心卻隨後跟了上去…。

## 演員

### 主要人物
- 俞承豪 飾演 燦伊
- 金香起 飾演 素伊
- (拉不拉多犬)月亮 飾演 心

### 其他人物
- 安吉強 飾演 老大
- 鄭敏雅 飾演 孤兒
- 金南輝 飾演 母親

## 相關
- 韓國電影史上第一部動物電影系列，拉不拉多犬"月亮"突破400比1的競爭率，成爲主角。[1]

- 女演員金香起的出道作。[2]

- 電影中的拉不拉多犬演員月亮，在盲證中二度與俞承豪相遇。[3]

- 電影拍攝地點多處在釜山。

- 該片突破收支平衡取得票房成功，在2010年上映由成東鎰，宋仲基主演的伴我走天涯2。[4]

- 2016年出演多部作品的狗明星"月亮"去世。[5]

## 外部連結
- IMDb 網路電影資料庫
- NAVER電影